# Xynobius albobasalis
Xynobius albobasalis är en stekelart som beskrevs av Van Achterberg 2004. Xynobius albobasalis ingår i släktet Xynobius och familjen bracksteklar. Inga underarter finns listade i Catalogue of Life.